# Pablo Fornals
Pablo Fornals Malla (ur. 22 lutego 1996 w Castellón de la Plana) – hiszpański piłkarz występujący na pozycji pomocnika w angielskim klubie West Ham United oraz w reprezentacji Hiszpanii.
W reprezentacji Hiszpanii zadebiutował 29 maja 2016 w wygranym 3:1 meczu z Bośnią i Hercegowiną.